# Time to Say Peace
Time To Say Peace – debiutancki singel amerykańskiej grupy hip-hopowej Poor Righteous Teachers, wydany w 1989 roku nakładem wytwórni North Side/Profile Records. 

## Lista utworów
Strona A
1. Time To Say Peace - 4:45
2. Time To Say Peace (Instrumental) - 4:30
3. Time To Say Peace (Acappela) - 2:08

Strona B
1. Butt Naked Booty Bless - 4:29
2. Butt Naked Booty Bless (Instrumental) - 4:29
3. Word Is Bond - 4:28

## Użyte sample
- Gary Byrd - "Soul Travelling"
- Soul II Soul - "Back to Life (Acapella)"
- Just Ice - "Going Way Back"